# Friedrich Koja
Friedrich Koja (* 19. Jänner 1933 in Leoben; † 12. April 1999) war ein österreichischer Jurist und Universitätsprofessor. Koja war von 1968 bis zu seinem Tod Professor für öffentliches Recht an der Universität Salzburg und stand der Universität in den Jahren 1971/1972 sowie von 1983 bis 1985 als Rektor vor.

## Leben
Friedrich Koja wurde am 19. Jänner 1933 im steirischen Leoben geboren. An der Universität Innsbruck studierte Koja Rechtswissenschaften und Wirtschaftswissenschaften. Zuerst schloss er 1955 das Studium der Rechtswissenschaften mit der Promotion zum Doktor der Rechte (Dr. iur.) und anschließend 1956 das wirtschaftswissenschaftliche Studium mit der Promotion zum Doktor der Wirtschaftswissenschaften (Dr. rer. oec.) ab. 1956 folgte Friedrich Koja seinem Innsbrucker Professor, Walter Antoniolli, der einen Ruf an die Universität Wien erhalten hatte, in die österreichische Bundeshauptstadt und wurde dort am Verfassungsgerichtshof Sekretär Antoniollis und Schriftführer. Von 1965 bis 1968 war er am Verfassungsgerichtshof in der Folge als Präsidialdirektor tätig und damit höchster nichtrichterlicher Beamter am Gerichtshof.
Während seiner Zeit am Verfassungsgerichtshof arbeitete Koja an seiner Habilitationsschrift und habilitierte sich schließlich 1966 an der Universität Wien, wobei ihm die Lehrbefugnis für Verfassungs- und Verwaltungsrecht sowie Staatslehre verliehen wurde. 1968 ereilte Friedrich Koja ein Ruf auf eine ordentliche Professur für öffentliches Recht an der Universität Salzburg. Er war in weiterer Folge bis zu seinem Tod im Jahr 1999 Salzburger Universitätsprofessor und stand der Universität in den Jahren 1971/72 sowie von 1983 bis 1985 jeweils als gewählter Rektor vor. Außerdem war er im Studienjahr 1974/75 Dekan der Rechtswissenschaftlichen Fakultät der Universität Salzburg. Mit 12. Februar 1980 wurde Friedrich Koja auf Vorschlag der Bundesregierung von Bundespräsident Rudolf Kirchschläger als Ersatzmitglied des Verfassungsgerichtshofs bestellt. Ab 1990 war er zudem korrespondierendes Mitglied der Österreichischen Akademie der Wissenschaften. Am 12. April 1999 erlag Friedrich Koja im Alter von 66 Jahren einer schweren Krankheit.